# جوار الحوز
جوار الحوز هي إحدى القرى اللبنانية من قرى قضاء بعبدا في محافظة جبل لبنان.
جوار الحوز قرية تسكن في أعالي المتن الجنوبيّ (قضاء بعبدا) في سفح جبل الكنيسة. تعلو عن سطح البحر 1300 متر ولكنّها تعلو أكثر بشموخ أبنائها. تبعد عن وسط بيروت 38 كلم، لكنّها قريبة كلّ القرب إلى القلوب. تحتلّ سفحاً من غربيّ جبل الكنيسة، ويقوم البناء على نقطة مرتفعة محدّدة بنهر الرميل من الشمال، حيث تلتقي بتخوم المتين من قضاء المتن، ويحدّها من الشرق تخوم كفرسلوان، ومن الجنوب قرنايل، ومن الغرب بزبدين. وتبلغ مساحة أراضيها 398 هكتاراً.أطلق عليها اسم جوار الحوز نسبة لمجاورتها غابة من شجر الحوز. يمكن الوصول إليها عبر طريق خط الشام مروراً ببحمدون، حمّانا، قرنايل ومن المتن الشمالي عبر المونتيفردي مروراً برأس المتن، دير الحرف، قرنايل ومن ضهور الشوير مروراً بالمتين، بزبدين، قرنايل ومن بعبدات، العربانية، قرنايل، ومن طريق زحلة، ترشيش، كفرسلوان.
لجأ إليها أبناؤها من شمال لبنان منذ القرن السابع عشر وكوّنوا عائلة شمعون التي استقدمت كاهناً من بكفيا كخادم للرعيّة من آل الحاج بطرس وسكن بدوره الضيعة وكوّن عائلة الحاج بطرس ليكوّنوا معاً ضيعة نموذجيّة اشتهرت منذ القدم بالزراعة وخاصة التبغ والتوت ومن ثم زراعة التفّاح والكرز وجميع أنواع الخضار، وكانت جوارالحوز مركزاًللاصطياف بفضل فندق «بانسيون مارون» عدد غرفه 13 وعدد أسرته 27، والذي قضت عليه الحرب وكان فيها عشرات المنازل المعدة للإيجار. كما عرفت بعض الصناعات كإنشاء خامس معمل للشوكولا في لبنان في أواخر الخمسينيات والذي أيضاً قضي عليه في الحرب الأهلية، وتضم الآن معملاً للمنتوجات البلدية وبعض المحال التجارية، ومؤخراً أصبحت مقصداً لعشاق السهر من خلال مطعم سرود عبرود، كما تشتهر جوار الحوز بالضيافة والكياسة والسكينة. وهي موطن الطيبة والشهادة.
في أيّام الحرب الغاشمة وأيّام الصعاب، تهجّر أبناؤها ودفعوا ثمن إيمانهم وتعلّقهم بأرضهم عدداً من خيرة شبابها شهداء رووا بدمائهم الذكيّة أرض الجوار التي عادت بعد حين لتحتضن البقية الباقية من أبناءها الذين عقدوا العزيمة بايمانهم، وطيبتهم، وقوّة إرادتهم، ووفاء لدماء شهدائهم وبتكاتف المقيمين والمهاجرين رمموا كنيسة ماريوحنا المعمدان لتبقى أجراسها تقرع في الأفراح والأحزان.
من آثارها “قلعة البرج”، وهي بقايا برج قديم حجارته ضخمة. وفي محلّة “قبر اليهودي” منها قبر غارق في القدم محفور في الصخر. وفي حارة التحتا قرب الكنيسة القديمة سنديانة ضخمة عمرها حوالي 500 سنة.
تضمّ جوار الحوز عدّة هيئات رسوليّة واجتماعيّة هي:
مجلس بلدي - مجلس اختياري - لجنة وقف - النادي الرياضي الثقافي - أخويّة الحبل بلا دنس - طلائع العذراء - فرسان العذراء - تجمع خيري لشباب جوار الحوز - - لجنة محلية لكاريتاس لبنان. بالإضافة إلى بعض الهيئات واللجان الحزبية كالقوات اللبنانية والكتائب اللبنانية والتيار الوطني الحر وحزب الوطنيين الأحرار.
و تشهد جوارالحوز في السنين الأخيرة عمراناً لافتاً على صعيد البناء والبيوت وخاصة من قبل الشباب كما تزينها بعض قصور أبنائها المبنية حديثاً في وسط البلدة